# Brantridge Park

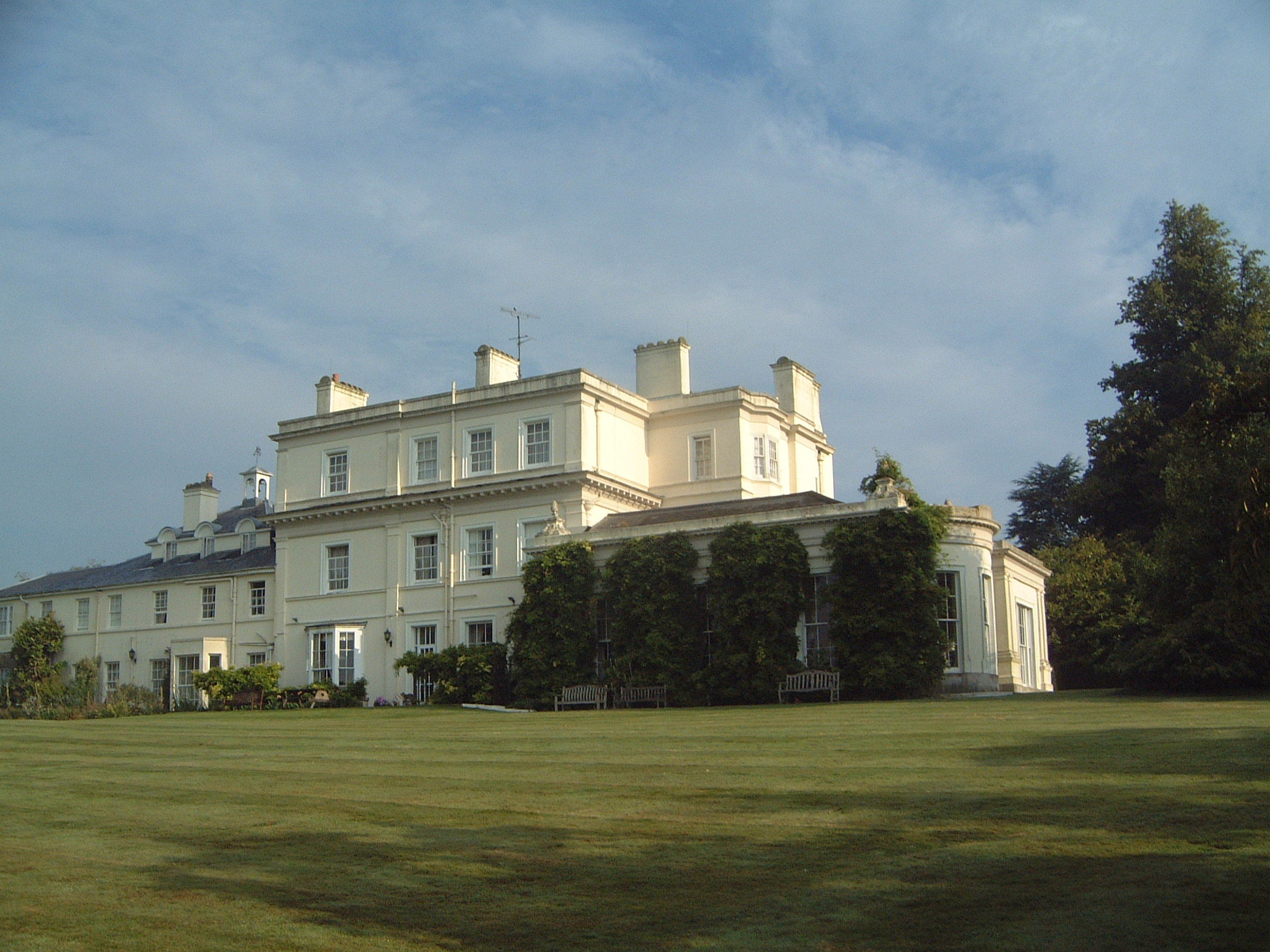
Manoir de Brantridge Park

Brantridge Park, à Balcombe, Sussex de l'Ouest, en Angleterre, est une résidence royale secondaire. Située dans la forêt de Brantridge, elle était le lieu de résidence du 1er comte d'Athlone et de son épouse, la princesse Alice d'Albany, dernière survivante des petits-enfants de la reine Victoria. La princesse Beatrice, la plus jeune des filles de la reine Victoria, a aussi vécu à Brantridge Park de 1919 à 1944.
Plus récemment, la résidence a été divisée en appartements et fonctionné comme une multipropriété jusqu'en janvier 2008.